# 罗甸小蜡
罗甸小蜡（学名：Ligustrum sinense var. luodianense）为木犀科女贞属小蜡的变种。分布于中国大陆的贵州等地，生长于海拔150米至300米的地区，多生于山坡和河边灌丛中，目前尚未由人工引种栽培。